# ISDB
ISDB là tiêu chuẩn để phát sóng truyền hình kỹ thuật số và radio được tạo ra bởi Nhật Bản.

## Các quốc gia và vùng lãnh thổ sử dụng ISDB-T

### Châu Á
- Nhật Bản
- Philippines (chính thức chấp nhận ISDB-T, đang trong quá trình phát sóng thử nghiệm)[1][2]
- Maldives (chính thức chấp nhận ISDB-T)[3][4]
- Thái Lan (đang cân nhắc lựa chọn tiêu chuẩn phát sóng số DVB-T2)

### Châu Mỹ
- Brasil (chính thức chấp nhận ISDB-T Quốc tế, đã bắt đầu phát sóng kỹ thuật số)
- Uruguay (chính thức chấp nhận ISDB-T Quốc tế, đã bắt đầu phát sóng kỹ thuật số)[5][6]
- Perú (chính thức chấp nhận ISDB-T Quốc tế, đã bắt đầu phát sóng kỹ thuật số)
- Argentina (chính thức chấp nhận ISDB-T Quốc tế, đã bắt đầu phát sóng kỹ thuật số)
- Chile (chính thức chấp nhận ISDB-T Quốc tế, đã bắt đầu phát sóng kỹ thuật số)
- Venezuela (chính thức chấp nhận ISDB-T Quốc tế, đã bắt đầu phát sóng kỹ thuật số)
- Ecuador (chính thức chấp nhận ISDB-T Quốc tế, đã bắt đầu phát sóng kỹ thuật số)
- Costa Rica (chính thức chấp nhận ISDB-T Quốc tế, đã bắt đầu phát sóng kỹ thuật số)[7]
- Paraguay (chính thức chấp nhận ISDB-T Quốc tế, đã bắt đầu phát sóng kỹ thuật số)[8]
- Bolivia (chính thức chấp nhận ISDB-T Quốc tế, đã bắt đầu phát sóng kỹ thuật số)[9][10]
- Nicaragua (chính thức chấp nhận ISDB-T Quốc tế, đã bắt đầu giai đoạn tiền triển khai)[11]
- Guatemala (chính thức chấp nhận ISDB-T Quốc tế, đã bắt đầu giai đoạn tiền triển khai)
- Belize (đang cân nhắc lựa chọn tiêu chuẩn phát sóng số)

### Châu Phi
- Botswana (chính thức chấp nhận ISDB-T Quốc tế, đã bắt đầu giai đoạn tiền triển khai)[12][13][14]